# 10560 Michinari
10560 Michinari è un asteroide della fascia principale. Scoperto nel 1993, presenta un'orbita caratterizzata da un semiasse maggiore pari a 2,3542342 UA e da un'eccentricità di 0,1274261, inclinata di 3,58608° rispetto all'eclittica.